# آدم و حوا (فیلم ۱۹۵۳)
آدم و حوا (انگلیسی: Adam and Eve) فیلمی در ژانر کمدی است که در سال ۱۹۵۳ منتشر شد.